# Седякін Олександр Гнатович
Седякін Олександр Гнатович (14 [26] листопада 1893, Санкт-Петербург, Російська імперія — 29 липня 1938, розстрільний полігон «Комунарка», СРСР) — радянський військовий діяч, командарм 2-го рангу (1935). Жертва сталінських репресій.  

## Біографія
Народився у Санкт-Петербурзі у сім'ї робітника, який служив у Лейб-гвардії Преображенського полку. Із 1908 року разом з сім'єю жив у Кургані. У 1914 році закінчив Красноярську землемірне училище, після чого працював землеміром. 
З початком Першої світової війни служив у російській імператорській армії, у 1915 році закінчив Іркутське військове училище і у званні прапорщика вирушив на фронт. В ході війни дослужився до звання штабс-капітана. Після Лютневої революції 1917 року підтримав більшовиків і виступив до РСДРП(б). Від партії більшовиків був обраний депутатом Установчих зборів. Після Жовтневого перевороту очолив раду армійських депутатів 5-ї армії Північного фронту. 
Із лютого 1918 року — у Червоній Армії, навесні того ж року призначений комісаром 2-ї Псковської стрілецької дивізії. Із 6 серпня 1918 року командував бронепоїздом на Східному фронті, з 22 серпня того ж року командував 1-м Курським піхотним полком. У вересні-листопаді 1918 року командував 2-ю Курською піхотною бригадою. У січні-серпні 1919 року був помічником командувача 13-ї армії, згодом був комісаром штабу Південного фронту і командиром бригади. Із 12 жовтня по 12 листопада 1919 року командував 31-ю стрілецькою дивізією, із 12 листопада 1919 по 25 червня 1920 року — командир 15-ї стрілецької дивізії. Після важкого поранення у червні 1920 року командував запасною стрілецькою бригадою. 
У березні 1921 року брав участь у придушенні Кронштадтського повстання, командував Південною групою 7-ї армії. За придушення повстання був нагороджений орденом Червоного Прапора. У 1921-1922 року командував радянськими військами у Карелії проти фінів. 
У 1923-1924 роках — командувач 5-ї армії, у 1924-1926 роках — командувач Приволзьким військовим округом, у 1926-1931 роках — заступник начальника Головного управління РСЧА та інспектор піхоти і бронесил РСЧА. У 1932-1934 роках — начальник Управління бойової підготовки РСЧА, у 1934-1936 роках — заступник начальника Генерального штабу РСЧА та інспектор вищих військових навчальних закладів. Із грудня 1936 по липень 1937 року був начальником Управління ППО РСЧА. У липні-грудні 1937 року — командувач військами Бакинського району ППО. 
2 грудня 1937 року заарештований, 29 липня 1938 року засуджений до розстрілу і страчений за участь у «військово-фашистській змові». У 1956 році посмертно реабілітований. 

## Військові звання
- Командарм 2-го рангу (20 листопада 1935)

## Нагороди
- Орден Святого Станіслава 2-го ступеня
- Орден Святої Анни 4-го ступеня (1917)
- Георгіївська зброя (1917)
- Два ордени Червоного Прапора (1921, 1922)
- Знак «Чесному воїну Карельського фронту» (1933)